# Ungheni (okręg Neamț)
Ungheni – wieś w Rumunii, w okręgu Neamț, w gminie Răucești. W 2011 roku liczyła 557 mieszkańców.